# Lukas Wachernig

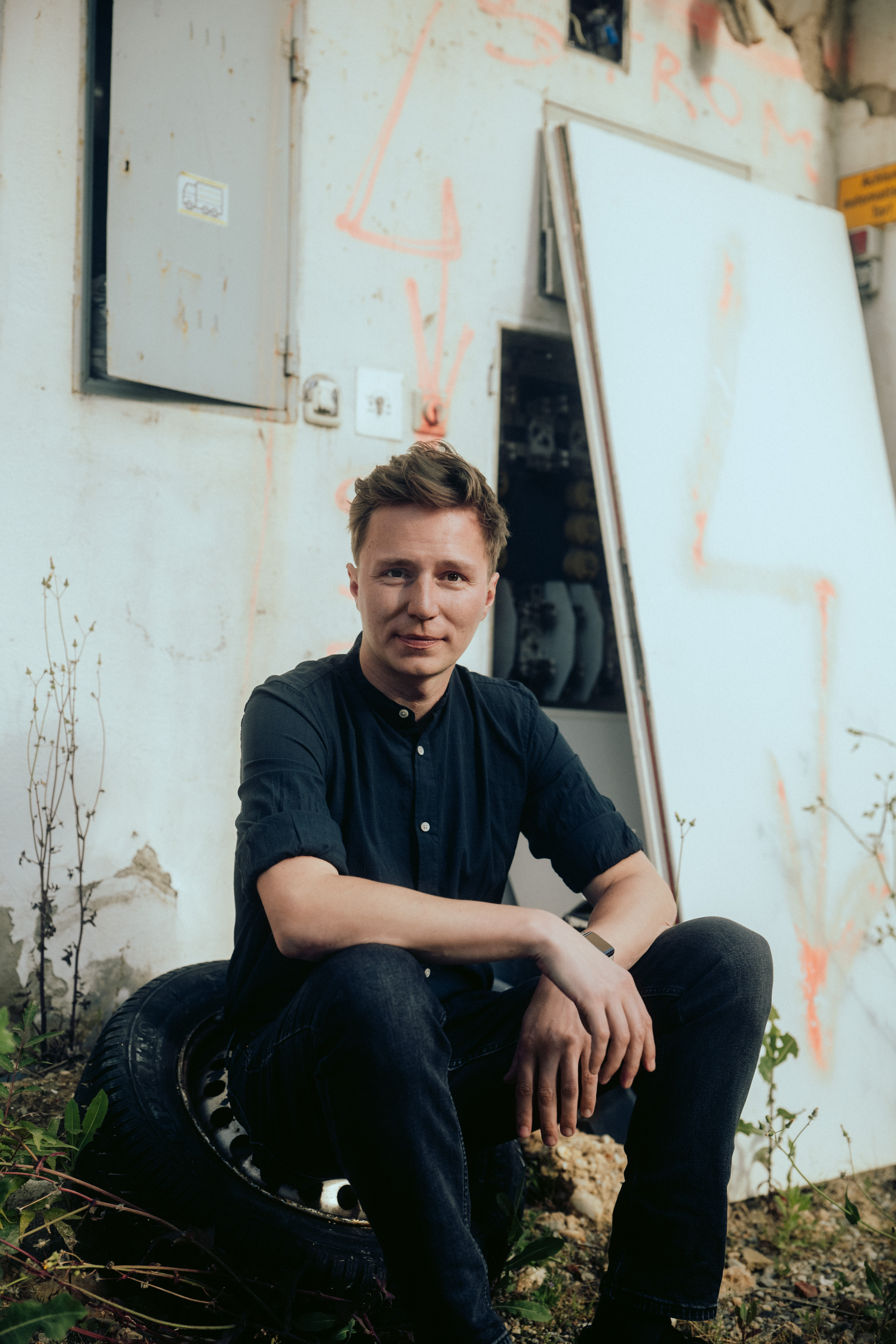
Lukas Wachernig (2024)

Lukas Wachernig (* 1990 in St. Veit/Glan) ist ein österreichischer Regisseur und Autor für Musiktheater und Schauspiel. Seit 2014 ist er zudem als Künstlerischer Leiter der Wandelbühne St. Lambrecht tätig.

## Leben und Wirken
Lukas Wachernig studierte zunächst Theater-, Film- und Medienwissenschaft an der Universität Wien. Hierauf folgten diverse Hospitanzen und Assistenzen (u. a. am Schauspielhaus Graz sowie im Zuge von Opernproduktionen der Styriarte Graz unter Nikolaus Harnoncourt).
In den Spielzeiten 2014/15 bis 2020/21 war er als 1. Spielleiter am Münchner Staatstheater am Gärtnerplatz engagiert, wo er mit Regisseuren wie Josef E. Köpplinger, Brigitte Fassbaender, Thomas Hermanns, Torsten Fischer, Gil Mehmert und Peter Konwitschny zusammen gearbeitet hat. Die Produktion »Der Vetter aus Dingsda« wurde mit dem Operettenfrosch des BR-Klassik der Spielzeit 2020/21 ausgezeichnet.
Zudem ist er Mitbegründer und Künstlerischer Leiter der »Wandelbühne« im steirischen St. Lambrecht – ein Theaterkollektiv, das sich zum Ziel gesetzt hat, Theater vor allem einem jungen Publikum näher zu bringen und mittlerweile der größte Veranstalter für Theatercamps in Österreich ist.
Als Regisseur und Autor arbeitet er spartenübergreifend im deutschsprachigen Raum.

## Inszenierungen (Auswahl)
- Roxy und ihr Wunderteam · Operette von Paul Abraham · Stadttheater Murau
- Marie-Antoinette oder Kuchen für alle (UA) · Oper von Marc L. Vogler · Theater Dortmund
- Ein Sommernachtstraum (UA) · frei nach Shakespeare · Wandelbühne St. Lambrecht
- Simply the Best – In der Schickeria (UA) · Musikrevue von Lukas Wachernig · Sommerspiele Melk
- Die Dreigroschenoper · Bertolt Brecht + Kurt Weill · Stadttheater Murau
- InstaMe (UA) · Oper von Kathrin A. Denner · Theater Dortmund
- Die Blume von Hawaii · Operette von Paul Abraham · Stadttheater Murau
- Max + Moritz (UA) · Fassung von Lukas Wachernig nach Wilhelm Busch · Wandelbühne St. Lambrecht
- Der Vetter aus Dingsda · Operette von Eduard Künneke · Staatstheater am Gärtnerplatz, München
- So what!? Kann denn Liebe Sünde sein (UA) · Musikrevue von Lukas Wachernig und Alexander Hauer · Sommerspiele Melk
- Die Kluge · Oper von Carl Orff · Staatstheater am Gärtnerplatz, München
- Simply Die Pest (UA) · Musikrevue (Unplugged-Version) von Lukas Wachernig · Sommerspiele Melk
- Der Zauberer von Oz · Schauspiel mit Musik von Thomas Birkmeir · Wandelbühne St. Lambrecht
- Die spanische Stunde · Kammeroper von Maurice Ravel · Staatstheater am Gärtnerplatz, München
- Weiße Rose · Kammeroper von Udo Zimmermann · Staatstheater am Gärtnerplatz, München
- Dinner for everyOne (UA) · Schauspiel frei nach dem bekannten Klassiker · Wandelbühne St. Lambrecht
- Der Struwwelpeter · Schauspiel mit Musik nach Heinrich Hoffmann · Wandelbühne St. Lambrecht
- Zirkus Furioso · Musical von Peter Schindler · Staatstheater am Gärtnerplatz, München
- In 80 Tagen um die Welt · Schauspiel nach Jules Verne · Wandelbühne St. Lambrecht

## Werke (Auswahl)
- Ein Sommernachtstraum (Neuinterpretation für die Wandelbühne St. Lambrecht)
- Simply the Best – In der Schickeria (Musikrevue für die Sommerspiele Melk)
- Fortsetzung folgt... Jetzt! (Märchen-Mash-Up für die Wandelbühne St. Lambrecht)
- Und täglich grüßt das Märzenbier (Auftragswerk von muraubiennal 2019)
- Simply Die Pest (Musikrevue Unplugged-Version für die Sommerspiele Melk)
- The Entertainer (Drehbuch)

## Auszeichnungen
- 2018: Kopf des Jahres Kultur, Kleine Zeitung Steiermark
- 2020: Operettenfrosch des BR-Klassik für die Inszenierung von Der Vetter aus Dingsda am Staatstheater am Gärtnerplatz, München